# Steatopygie
Steatopygie (griechisch στέαρ stéar, deutsch ‚Fett‘ und πυγή pygē ‚Gesäß‘) oder Fettsteiß bezeichnet eine Fettablagerung am Steiß bzw. Gesäß.

## Begriffsgeschichte

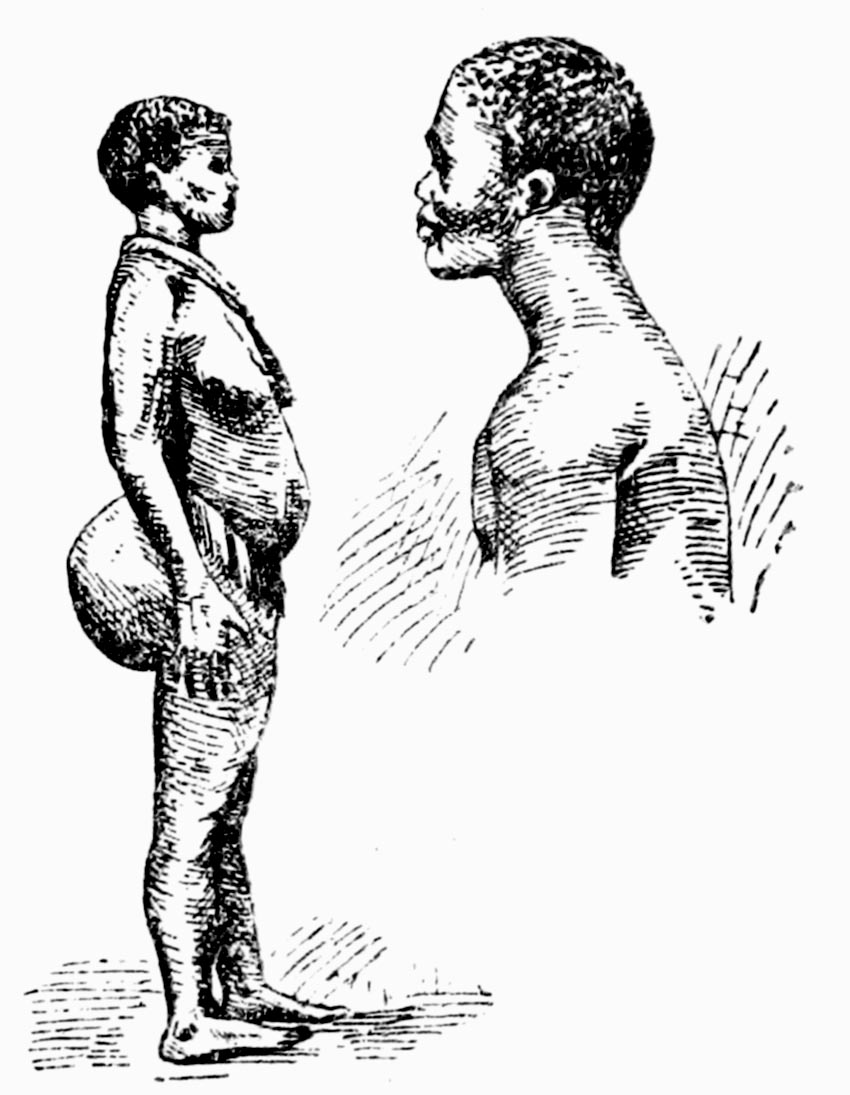
Frau und Mann der Khoi Khoi. (Illustration aus der Encycklopedia Powszechna von Samuel Orgelbrand 1900).

In der deutschen Sprache wurde der Begriff in der Zeit des Kolonialismus geprägt, so definierte Brockhaus' Kleines Konversations-Lexikon 1911:

„Steatopygīe (grch.), Fettsteiß, übermäßige Fettanhäufung am Gesäß der Hottentottinnen und Buschweiber.“

sowie Meyers Großes Konversations-Lexikon 1909:

„Steatopygīe (griech.), übermäßige Fettanhäufung am Gesäß bei verschiedenen Rassen, namentlich den weiblichen Hottentotten […], soll nach Piette auch den vorgeschichtlichen Bewohnern Frankreichs (Solutrézeit) eigentümlich gewesen sein. […]“

Otto Dornblüth definierte Steatopygie in seinem klinischen Wörterbuch 1927 als:

„die bei Frauen ohnehin schon vorhandene Neigung zu Fettansatz an dieser Stelle findet sich bei manchen wilden Stämmen (Hottentotten- und Buschweibern) ganz bes. entwickelt. Aber auch an e. Elfenbeinfigürchen der Urmenschen von Moustiers (alt. Steinzeit), genannt Venus von Moustiers.“

Eine größere Berühmtheit erhielt Sarah Baartman, die als „Hottentot Venus“ in Europa zur Schau gestellt sowie nach ihrem Tode medizinisch seziert wurde.

## Medizin und Zoologie
Das medizinische Lexikon Roche definiert Steatomerie als „zonale Fettsucht, Adipositas“; im engeren Sinne auch als „der Fettsteiß (= Steatopygie)“ und „die femorale Adipositas (= Steatotrochanterie)“. In der Pathologie nennt man eine Fettvermehrung (Fettsteiß) in der Sakralregion auch Pygopegie, in der Zoologie wird im Fettsteiß auch das isolierende Unterhautfett als Höcker oder in einzelnen Körperregionen konzentriert.